# はくちょう座タウ星
はくちょう座τ星（はくちょうざタウせい、τ Cygni、τ Cyg）は、はくちょう座の多重星で、おそらく四重連星であるとみられる。見かけの等級は3.72と、肉眼でみることができる明るさである。年周視差に基づいて太陽からの距離を計算すると、約66光年である。主星と、主星に最も近い伴星とは、約49.6年周期で公転している。主星は変光もしており、たて座δ型、あるいはかじき座γ型の脈動変光星ではないかと考えられる。

## 星系
はくちょう座τ星は、他にあまり類をみない多くの恒星からなる多重星として知られ、ワシントン重星カタログでは記号がAからLまで、しかもFはそれそのものが二重星として、全部で13個の恒星が収録されており、ちょっとした星団のようである。
はくちょう座τ星が重星であることは、アメリカ海軍天文台の26インチ屈折望遠鏡で観測をしていたアルヴァン・クラークによって、1874年に発見された。クラークは、多重星のうち元からのはくちょう座τ星（A）を除くBからFまでの5つの「伴星」の発見者として、カタログに記載されている。残りの7星は、21世紀になってから報告されたものである。
主星のはくちょう座τ星Aと、主星に最も近く明るいはくちょう座τ星Bは、発見後ずっと監視が続けられ、19世紀中にジョン・ゴア、ロバート・グラント・エイトケン、トーマス・シーらが軌道要素を求め、連星であることが定説となった。以降も軌道運動の監視は続けられ、精密な軌道要素が求められており、軌道周期は約49.6年、軌道長半径は約0.9秒角、離心率は約0.24、軌道傾斜角が約134度となっている。
他の伴星候補（C-L）の大部分は、たまたま同じ視線方向に位置しているみかけだけの関係だが、南に約90秒角離れている12等星のF（グリーゼ822.1 C）、東に約9分角離れた位置にある16等星Iについては、主星と固有運動が同じであると指摘されている。このうち、Fについては数多くの観測がなされており、AとBの対と同じ固有運動をしていることが確実で、およそ4万8000年という軌道周期も見積もられている。
グリーゼ822.1 Cは、2008年にラッキーイメージングによる観測で、離角400ミリ秒のところに新たな伴星が検出された。これによって、はくちょう座τ星系は四重連星であると考えられるようになっている。
また、はくちょう座τ星AあるいはBの周囲には、亜恒星質量の伴天体が存在する可能性も指摘され、その場合の軌道要素の予想も出されているが、その存在は立証されていない。

## 性質
はくちょう座τ星の主星は、スペクトル型がF2 IVのF型準巨星に分類されるが、その推定には幅があり、概ねF0からF3型の準巨星または主系列星の範囲で報告されている。表面の有効温度はおよそ6600 Kで、光度は太陽の11倍、半径は太陽の2.5倍程度と求められ、質量は太陽の1.7倍と見積もられる。
伴星のはくちょう座τ星Bは、スペクトル型はG0 Vといわれるが、主星との等級差や色指数からすると、中間的なG型主系列星のようにもみえ、表面温度、質量、半径は太陽を若干下回ると推測される。
離れた伴星C（F）は、M型の赤色矮星で、1つの恒星とみなした場合スペクトル型はM3、太陽の4割程度の質量、有効温度3500 K程度と見込まれる。

### 変光
はくちょう座τ星は、1908年に分光連星ではないかと報告され、1920年代にはヤーキス天文台などが視線速度曲線から周期0.143日など軌道要素を求めて、クラークが発見した伴星（B）と合わせた3重連星ではないかと考えられた。しかし、求められた軌道要素は、周期が非常に短いのにかなりいびつで、速度変化も小さすぎる分光連星としては異常な値で、やがて分光連星仮説は棄却され、脈動変光星の可能性が考えられるようになった。
1960年には、はくちょう座τ星が0.02等級の光度変化を示すという予備的な報告がなされ、たて座δ型変光星ではないかと考えられるようになったが、追観測では変光が検出されたりされなかったりで、変光を検出した場合でも、長期間変化がない中でときに予期せず変光を示すといったことがあり、0.143日周期で定常的に脈動している様子ではない。さらに多くの観測から周期解析をした結果、はくちょう座τ星はやはり脈動変光を起こしており、時々変光しなくなるのは、複数の振動モードの重ね合わせや、脈動の活動性そのものの変化などの要因によるものではないかと予想された。変光星の分類としては、たて座δ型もしくはかじき座γ型と考えられるが、確定はしていない。

## 名称
中国では、はくちょう座τ星は天の川の畔にあって水深が浅く渡し舟や橋で渡河できる場所を表す天津（拼音: Tiān Jīn）という星官を、はくちょう座γ星、δ星、ο2星、α星、ν星、υ星、ζ星、ε星と共に形成する。はくちょう座τ星自身は、天津六（拼音: Tiān Jīn liù）すなわち天津の6番星と呼ばれる。